# Kulturåret 1813

## Händelser
- 27 januari – Rossinis opera Il signor Bruschino uruppförs på Teatro San Moisé i Venedig.
- 6 februari – Rossinis opera Tancredi uruppförs på Teatro La Fenice i Venedig.
- 22 maj – Rossinis opera Italienskan i Alger uruppförs på Teatro di San Benedetto i Venedig.
- 8 december – Beethovens Symfoni nr 7 uruppförs i Wien under tonsättarens ledning.
- 26 december – Rossinis opera Aureliano in Palmira uruppförs på Teatro alla Scala i Milano.

## Nya verk
- Stolthet och fördom av Jane Austen.
- Poetiska studier av Lorenzo Hammarsköld.
- Resa till Stockholm, år 1913, af Fuselbrenner, av Per Adam Wallmark

## Födda
- 23 januari – Camilla Collett (död 1895), norsk författare
- 18 mars – Friedrich Hebbel (död 1863), österrikisk författare och dramatiker
- 5 maj – Søren Kierkegaard (död 1855), dansk filosof, teolog och författare
- 21 maj – Oscar Ahnfelt (död 1882), svensk tonsättare och lekmannapredikant
- 22 maj – Richard Wagner (död 1883), tysk musikdramatiker, tonsättare, dirigent och författare
- 16 juni – Charlotta Almlöf (död 1882), svensk skådespelare
- 5 juli – Ebba d'Aubert (död 1860), svensk musiker
- 17 juli – Nils Månsson Mandelgren (död 1899), svensk konstnär och konsthistoriker
- 23 augusti – Karl af Kullberg (död 1857), svensk författare
- 26 augusti – Nicaise de Keyser (död 1887), belgisk målare
- 9 september – Gaetano Milanesi (död 1895), italiensk författare, bibliotekarie och konsthistoriker
- 2 oktober – Carl Axel Torén (död 1904), svensk teolog, domprost i Uppsala
- 17 oktober – Georg Büchner (död 1837), tysk författare, revolutionär, filosof, läkare och zoolog
- 29 oktober – Carl Ploug (död 1894), dansk politiker och författare
- 8 november – Wilhelm von Braun (död 1860), svensk poet och författare
- 13 november – Petar II Petrović-Njegoš (död 1851), montenegrinsk furstbiskop och poet
- 19 november – Augusta Smith (död 1900), norsk operasångare och skådespelare
- 25 december – Friedrich Wilhelm Weber (död 1894), tysk skald
- okänt datum – Victor Escousse (död 1832), fransk dramatiker
- okänt datum – Friedrich Weber (död 1882), schweizisk kopparstickare

## Avlidna
- 20 januari – Christoph Martin Wieland (född 1733), tysk skald och romanförfattare
- 6 februari – Jakoba Wouters (född 1751), nederländsk skådespelare, vokalist och dansare
- 17 juli – Fredrica Löf (född 1760), svensk skådespelare